# Lidija Horvat-Dunjko
Lidija Horvat-Dunjko (* 1967 in Varaždin, SFR Jugoslawien) ist eine kroatische Opernsängerin (Sopran) und Dozentin an der Musikakademie Zagreb. 

## Leben
Lidija Horvat-Dunjko war nach ihrem Gesangsstudium in vielen bedeutenden Rollen am Musiktheater zu bewundern. Sie verkörperte die Königin der Nacht in der Zauberflöte, Marie in La fille du régiment, Rosina im Barbier von Sevilla oder die Gilda in Rigoletto. Sie trat neben Kroatien auch im europäischen Ausland auf. 
Beim Eurovision Song Contest 1995 trat sie zusammen mit der Band Magazin für Kroatien an. Mit dem Schlager Nostalgija errang das Gespann den sechsten Platz.